# Budai Ötvöscéh
A Budai Ötvöscéhet a Budai jogkönyv 99. pontja említi először 1400 és 1421 között. A legrégibb kiváltságlevelük nem ismert, de a céhszabályokat már a 15. században átvette a zágrábi céh. Tekintélyes céh volt, mivel 1473-ban a kolozsvári ötvösök vitáiban a Budai Ötvöscéh volt a legfelsőbb fellebbezési fórum. A török hódoltság után 8 tagja volt, nevük alapján ebből heten rác származásúak voltak. Ekkor indult virágzásnak, 1696. évi szabadalomlevele szerint első volt az ország többi ötvöscéhe között. 1688 és 1867 között összesen mintegy 1500 tagjának neve ismert. A céhtagok mesterjelei közül, amik a név kezdőbetűi vagy valamilyen ábrák voltak, ismert a Lubisics, Jocher, Kovácsy, Gretschl családoké. A mesterjelek mellett hitelesítőbélyeget is használtak, ami a 18. század utolsó negyedétől Buda címerének megfelelően háromtornyú városkaput ábrázolt nyitott szárnyakkal, a 19. században pedig háromorsós bástyatornyot. A Budai Ötvöscéh 1872-ben szűnt meg.